# Гальтелли
Гальтелли (итал. Galtellì) — коммуна в Италии, располагается в регионе Сардиния, в провинции Нуоро.
Население составляет 2471 человек (2008 г.), плотность населения составляет 43 чел./км². Занимает площадь 57 км². Почтовый индекс — 8020. Телефонный код — 0784.
Покровителем коммуны почитается святой Крест Господень, празднование 3 мая.

## Демография
Динамика населения:

## Администрация коммуны
- Официальный сайт: https://web.archive.org/web/20060205013830/http://www.galtelli.com/